# CCH Pounder
CCH Pounder, nom amb què es coneix Carol Christine Hilaria Pounder (Georgetown, Guyana, 25 de desembre de 1952) és una actriu guianesa que ha treballat en diverses pel·lícules i sèries de televisió.

## Biografia
L'actriu, filla de Betsy Enid Arnella i Ronald Urlington Pounder, es va criar en una plantació de sucre de la Guyana, i més tard va ser enviada a una escola a Sussex (Anglaterra), juntament amb la seva germana. L'any 1970 es va traslladar als Estats Units, on va estudiar a Ithaca (Nova York). En aquella època es va involucrar en la interpretació, però no va ser fins a l'any 1979 que va debutar al cinema amb la pel·lícula Comença l'espectacle (All That Jazz).

### Carrera professional
Pounder va protagonitzar la pel·lícula Bagdad Café i també ha fet papers menors en varietat de pel·lícules. Però la seva feina s'ha centrat principalment a la televisió. Va començar a Hill Street Blues a principis dels 80. Després va sortir en papers secundaris a sèries populars, com ara Miami Vice, La llei de Los Angeles, The X-Files, Living Single i Quantum Leap. Posteriorment va tenir un paper estable a ER com a Doctora Angela Hicks entre els anys 1994 i 1997. Després ha fet altres papers petits a Els practicants, Law & order: Special Victims Unit, Millenium, The West Wing i Women in Prision.
A partir de l'any 2002 ha realitzat un paper a Vic Mackey com a Detectiu Claudette Wyms. Amb ell ha obtingut una nominació als Emmy coma Millor Actriu de Repartiment l'any 2005. Anteriorment ja havia estat nominada els anys 1995 i 1997 pels seus papers a The X-Files i ER.
També ha posat la veu a videojocs i a pel·lícules d'animació, com Aladdin i el rei dels lladres, Gàrgoles amb la veu de Desdémona i més recentment la versió animada de la Lliga de la justícia il·limitada com Amanda Waller.

### Vida personal
Pounder es va casar amb l'antropòleg senegalès Boubacar Kone en una cerimònia africana a Dakar (Senegal), on ell va fundar el Museu The Boribana.
Pounder va tenir durant un temps una joieria anomenada Banji Girls, que va muntar amb la seva companya Conni Marie Brazelton. Actualment Pounder ven joies a través de la seva web.

## Pel·lícules
| Any  | Títol                                      | Paper                   |
| ---- | ------------------------------------------ | ----------------------- |
| 1979 | Coriolanus                                 | Valeria                 |
| 1979 | Comença l'espectacle                       | infermera Blake         |
| 1980 | Union City                                 | Mrs. Lewis              |
| 1982 | I'm Dancing as Fast as I Can               | Anne                    |
| 1985 | L'honor dels Prizzi                        | Peaches Altamont        |
| 1987 | Bagdad Café                                | Brenda                  |
| 1990 | Postals des de Hollywood                   | Julie Marsden           |
| 1990 | Psycho IV: The Beginning                   | Fran Ambrose            |
| 1992 | The Importance of Being Earnest            | Miss Prism              |
| 1993 | Benny i Joon                               | Dra. Garvey             |
| 1993 | Lifepod                                    | Mayvene                 |
| 1993 | Assetjada (Sliver)                         | Tinent Victoria Hendrix |
| 1993 | RoboCop 3                                  | Bertha                  |
| 1995 | Demon Knight                               | Irene                   |
| 1995 | White Dwarf                                | infermera Shabana       |
| 1996 | Aladdin and the King of Thieves            | l'Oracle                |
| 1996 | Si les parets parlessin                    | infermera Mrs. Ford     |
| 1997 | Face/Off                                   | Hollis Miller           |
| 1998 | Race                                       | Lucinda Davis           |
| 1999 | End of Days                                | Detectiu Marge Francis  |
| 1999 | Funny Valentines                           | Ethel B.                |
| 2000 | Cora Unashamed                             | Ma Jenkins              |
| 2001 | Things Behind the Sun                      | jutgessa                |
| 2001 | Boycott                                    | Jo Ann Robinson         |
| 2002 | Baby of the Family                         | infermera Bloom         |
| 2002 | Tét Grenné                                 | Sally                   |
| 2003 | Unchained Memories                         | lectora                 |
| 2004 | Redemption: The Stan Tookie Williams Story | Winnie Mandela          |
| 2008 | Rain                                       | Ms. Adams               |
| 2009 | Orphan                                     | germana Abigail         |
| 2009 | Superman/Batman: Public Enemies            | Amanda Waller           |
| 2009 | Avatar                                     | Mo'at                   |
| 2013 | The Mortal Instruments: City of Bones      | Madame Dorothea         |